# خوسيه فرانثيسكو دي إيسلا
خوسيه فرانثيسكو دي إيسلا دي لا توري إيه روخو (بالإسبانية: José Francisco de Isla) روائي ورجل دين يسوعي إسباني، وُلد في في مقاطعة ليون في 25 أبريل عام 1703. وتوفي في بولونيا في 2 نوفمبر عام 1781.

## أعماله[3][4]
- أوراق بحثية نقدية- تبريرية (1726).
- كمامة (1727).
- شباب منتصر (1727).
- خطابات خوان دي لا إنثينا (1732)[5]
- انتصار الحب والولاء: يوم عظيم في نافارا (1746).
- قصة الواعظ الشهير خيرونديو دي كامباث (الجزء الأول 1758 والثاني 1768).
- القرويون الناقدون أو خطابات نقدية حول ما سيكون، مدريد، 1759.
- رسائل عائلية (1786)، وظهر طبعات أخرى في برشلونة عام 1883 وليون عام 1903.
- رسائل إلى عمتي من البسيط (1787).
- تأملات مسيحية عن الحقائق الكبري للإيمان، مدريد، 1785.
- رسائل متأخرة من بارنسوس وسونيو، تمت كتابتها من قبل الأب جوزيف فرانثيسكو دي إيسلا في تمجيد الملك كارلوس الثالث على عرش إسبانيا، مدريد: مكتب بانطاليون أثنار، 1785.
- خطب في ستة مجدات ما بين عامي 1792 و1793.
- مجموعة أوراق بحثية نقدية- تبريرية، في مجلدين عامي 1787 و1788، مدريد.
- ترجمة آلان رينيه ليسيج، جيل بلاس دي سانتتيانا (1787 و1788).
- ترجمة لخلاصة تاريخ إسبانيا للأب دوتشيسن.
- ترجمة للسنة المسيحية للأب جان كروسيه.
- ترجمة خطابات نقدية عن مختلف التسأولات العلمية والأخلاقية والفيزيائية في ثمانية مجلدات متماشية مع ذوق العصر للمحامي البندقي جيوسيبي أنطونيو كونستناتيني.
- ترجمة لفن التوكل على الله أو فضائل الصلاة للأب أنطونيو فرانثيسكو بيياتي.
- الهجاء المصور والرواية التعليمية.

## روابط خارجية
- خوسيه فرانثيسكو دي إيسلا على موقع الموسوعة البريطانية (الإنجليزية)